# Jovan Milošević
Jovan Milošević (in serbo Јован Милошевић?; Čačak, 31 luglio 2005) è un calciatore serbo, attaccante del Partizan in prestito dallo Stoccarda.

## Carriera

### Club
Ha giocato nella prima divisione serba con il Vojvodina.
Il 25 gennaio 2023 firma un contratto fino al 2027 con lo Stoccarda.
Nell'estate del 2024 viene ceduto in prestito al San Gallo, club della prima divisione svizzera.

### Nazionale
Con la nazionale Under-17 serba ha preso parte all'Europeo 2022, vincendo il titolo di capocannoniere.

## Statistiche

### Presenze e reti nei club
| Stagione        | Squadra         | Campionato      | Campionato | Campionato | Coppe nazionali | Coppe nazionali | Coppe nazionali | Coppe continentali | Coppe continentali | Coppe continentali | Altre coppe | Altre coppe | Altre coppe | Totale | Totale | Totale |
| Stagione        | Squadra         | Comp            | Pres       | Reti       | Comp            | Pres            | Reti            | Comp               | Pres               | Reti               | Comp        | Pres        | Reti        | Pres   | Reti   |        |
| --------------- | --------------- | --------------- | ---------- | ---------- | --------------- | --------------- | --------------- | ------------------ | ------------------ | ------------------ | ----------- | ----------- | ----------- | ------ | ------ | ------ |
| 2022-2023       | Vojvodina       | SL              | 18         | 3          | CS              | 2               | 0               | -                  | -                  | -                  | -           | -           | -           | 20     | 3      |        |
| 2023-2024       | Stoccarda       | BL              | 4          | 0          | CG              | 1               | 0               | -                  | -                  | -                  | -           | -           | -           | 5      | 0      |        |
| Totale carriera | Totale carriera | Totale carriera | 22         | 3          |                 | 3               | 0               |                    | -                  | -                  |             | -           | -           | 25     | 3      |        |